# Вільядангос-дель-Парамо
Вільядангос-дель-Парамо (ісп. Villadangos del Páramo) — муніципалітет в Іспанії, у складі автономної спільноти Кастилія-і-Леон, у провінції Леон. Населення — 1165 осіб (2010).
Муніципалітет розташований на відстані близько 290 км на північний захід від Мадрида, 18 км на південний захід від Леона.
На території муніципалітету розташовані такі населені пункти: (дані про населення за 2010 рік)
- Селаділья-дель-Парамо: 274 особи
- Фохедо-дель-Парамо: 93 особи
- Вільядангос-дель-Парамо: 798 осіб

## Демографія
Динаміка населення (INE ):